# Parmenini

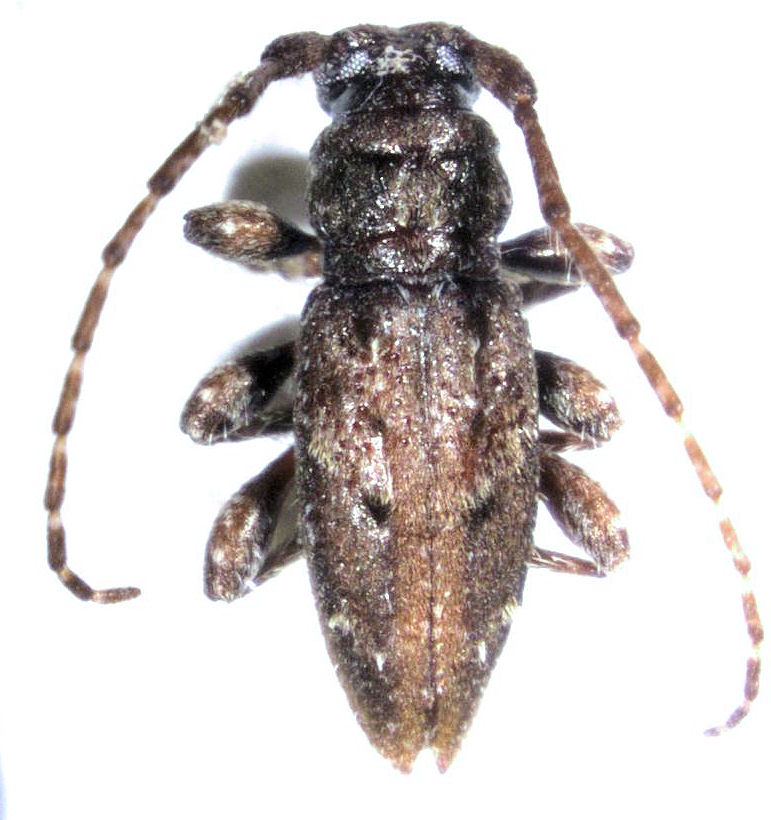
Xylotoloides huttoni

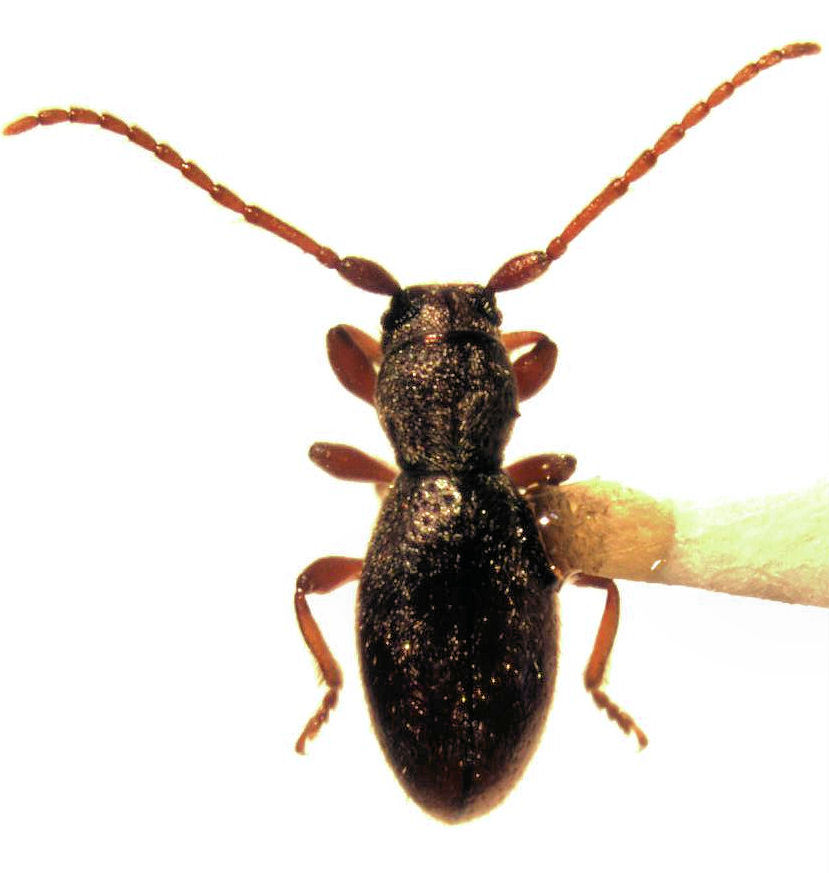
Ptinosoma spp.

Parmenini – plemię chrząszczy z rodziny kózkowatych i z podrodziny zgrzypikowych. 

## Zasięg występowania
Przedstawiciele tego plemienia występują w Australii  i zach. Oceanii (większośc gatunków) a także w płd. i wsch. części Azji, Afryce, płd. i zach. części Europy oraz w obu Amerykach.

## Systematyka
Do Parmenini należy 238 gatunków i 72 rodzaje:

- Adriopea
- Alloleptosylus
- Arachneosomatidia
- Arachnoparmena
- Athemistus
- Austrosomatidia
- Bocainella
- Caledomicrus
- Caudelytra
- Ceraegidion
- Ceylanoparmena
- Cleptonotus
- Cleptosoma
- Coresthetopsis
- Crassiparmena
- Cupeyalia
- Declivocondyloides
- Deucalion
- Diamitosa
- Dorcadida
- Echthistatus
- Edechthistatus
- Falsohomaemota
- Guarayo
- Hexatricha
- Hoplocleptes
- Idephrynus
- Inermoparmena
- Ipochus
- Luzonoparmena
- Macrocleptes
- Maisi
- Mecynome
- Mesolita
- Microcleptes
- Microsomatidia
- Microtragus
- Morimolamia
- Mynoparmena
- Myrmeparmena
- Nanilla
- Neocorestheta
- Neohoplonotus
- Neosomatidia
- Nodulosoma
- Ovaloparmena
- Paracondyloides
- Paradeucalion
- Parananilla
- Paraxylotoles
- Parmakanthion
- Parmena
- Parmenosoma
- Parmenospina
- Parobages
- Plaumanniella
- Plectrura
- Ptinosoma
- Rugosocleptes
- Schreiteria
- Setoparmena
- Somatidia
- Somatidiopsis
- Somatocleptes
- Spinosomatidia
- Stenauxa
- Stychoides
- Stychoparmena
- Tangavelleda
- Tenebrosoma
- Xylotoles
- Xylotoloides